# Pingxi, Fujian
Pingxi (kinesiska: 平溪乡) är en köping i sydöstra Kina. Den ligger i Shouning härad i staden Ningde i provinsen Fujian, omkring 140 kilometer norr om provinshuvudstaden Fuzhou. Antalet invånare är 14 206. Befolkningen består av 6 814 kvinnor och 7 392 män. Barn under 15 år utgör 23,0 %, vuxna 15-64 år 64 %, och äldre över 65 år 11,0 %.